# Погорелье
 Погорелье — деревня  в  Смоленской области России,  в  Велижском районе. Расположена в северо-западной части области  в 13 км к востоку от  Велижа. 
Население — 230 жителей (2007). Административный центр Погорельского сельского поселения. Имеется средняя школа.